# Kerivoula papillosa
Kerivoula papillosa es una especie de murciélago de la familia Vespertilionidae.

## Distribución geográfica
Se encuentra en Brunéi, Indonesia Malasia, Tailandia, Laos Camboya y Vietnam.